# Kaspisches Wirtschaftsforum

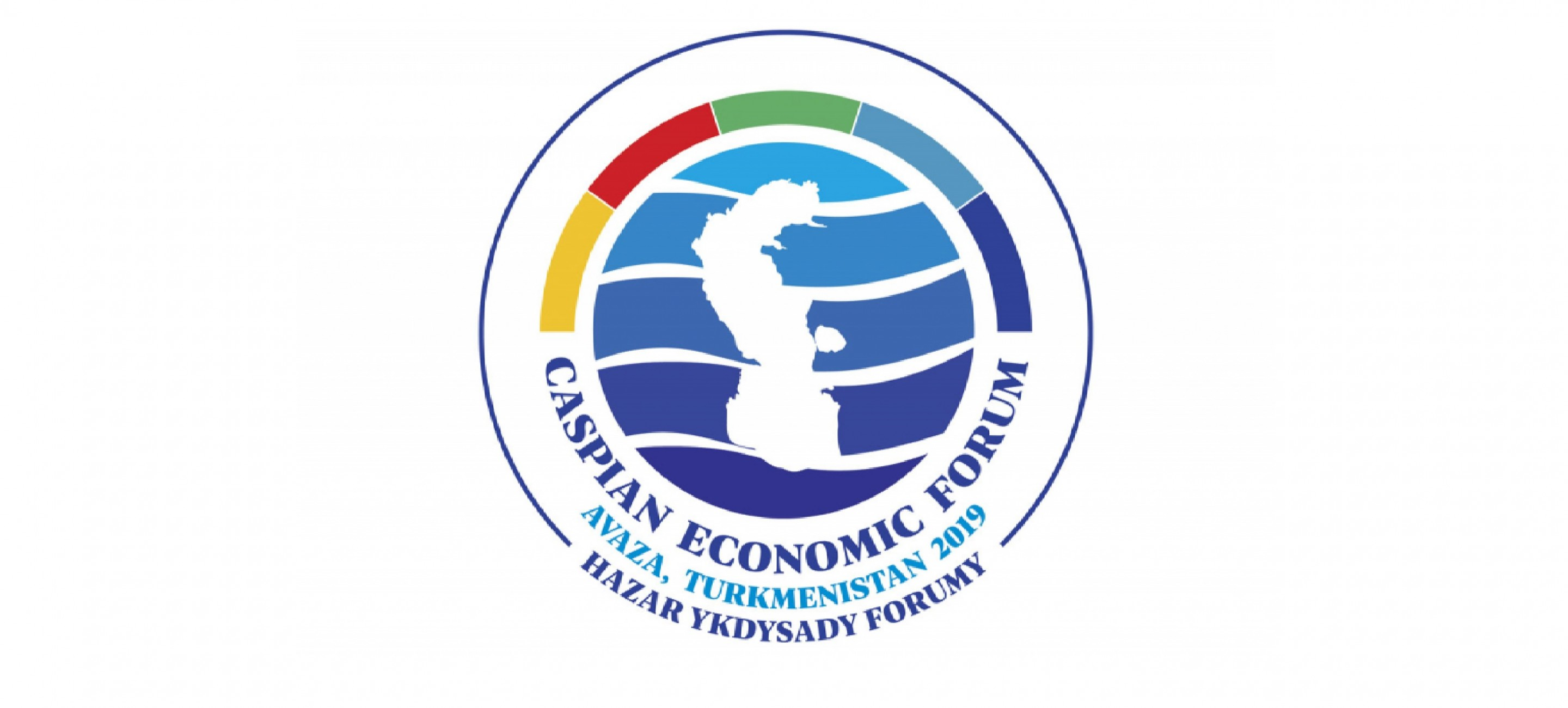
Logo des Kaspischen Wirtschaftsforums, hier in Awaza, Turkmenistan

Das Kaspische Wirtschaftsforum (englisch Caspian Economic Forum, kurz CEF) ist eine internationale Wirtschaftskonferenz, die dem Austausch und der Kooperation der Anrainerstaaten des Kaspischen Meeres dient. Sie fand erstmals 2019 statt.

## Beteiligte Staaten

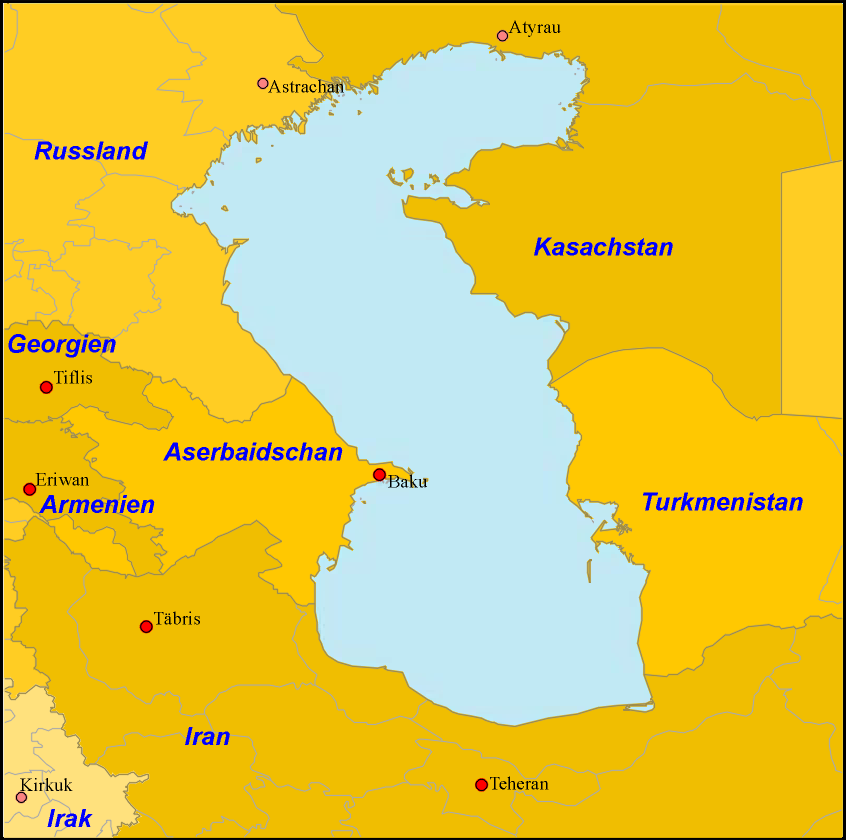
Anrainerstaaten des Kaspischen Meeres

Bei dem Kaspischen Wirtschaftsforum handelt es sich primär um ein Gesprächsformat der Anrainerstaaten des Kaspischen Meeres. Folgende fünf Staaten sind Anrainerstaaten und damit am Kaspischen Wirtschaftsforum beteiligt:
- Turkmenistan

- Iran

- Aserbaidschan

- Russland

- Kasachstan

Neben diesen direkt beteiligten Staaten entsenden auch einige andere europäische oder zentralasiatische Staaten Beobachter zur ersten Ausgabe des Forums. Neben staatlichen Akteuren sind auch zahlreiche Unternehmen und verschiedene Organisationen, insbesondere aus den Bereichen Wirtschaft und Umwelt, vertreten. Die Konferenz dient ermöglicht auch die Ausrichtung bilateraler Treffen zwischen den teilnehmenden Staaten.

## Entwicklung
Durch die Konvention von Aqtau, die die Anrainerstaaten des Kaspischen Meeres im August 2018 im kasachischen Aqtau unterzeichneten, wurde der rechtliche Status des Kaspischen Meeres geregelt, wodurch ein Streitpunkt zwischen den fünf Anrainerstaaten beseitigt werden konnte. Diese Einigung ebnete den Weg zu einer verstärkten Kooperation der fünf Staaten, die sich insbesondere durch die Planung und Umsetzung des Kaspischen Wirtschaftsforums zeigte.

## Ziele
In erster Linie dient das Forum der Zusammenarbeit zwischen den beteiligten Staaten und soll eine dauerhafte Plattform für multilaterale Gespräche darstellen. Die Zusammenarbeit soll sich insbesondere auf die Bereiche Verkehr, Handel, Industrie, Umwelt und Tourismus erstrecken. Das langfristige Ziel ist es laut einer Presseerklärung anlässlich der Ankündigung des ersten Kaspischen Wirtschaftsforums, die kaspische Region zu einem bedeutenden Transport- und Transitzentrum zu entwickeln, das in der Lage ist, modernen und globalen Anforderungen gerecht zu werden. Außerdem sollen das Forum und die dort erzielten Ergebnisse dazu beitragen, die Region für Investoren attraktiver zu machen.

## Austragungen

### 2019
Die erste Austragung des Kaspischen Wirtschaftsforums fand am 12. August 2019 in der turkmenischen Tourismuszone Awaza statt, die am Kaspischen Meer südlich der Stadt Türkmenbaşy liegt. Der turkmenische Präsident Gurbanguly Berdimuhamedow trat dabei als Gastgeber auf, die russische Delegation wurde von Premierminister Dmitri Anatoljewitsch Medwedew angeführt. Der Iran wurde durch Vize-Präsident Eshagh Dschahangiri repräsentiert, Aserbaidschan durch Ministerpräsident Novruz Məmmədov, während Premierminister Asqar Mamin die kasachische Delegation anführte. Zu den Beobachtern gehörte der bulgarische Ministerpräsident Bojko Borissow.
Insgesamt wurden im Rahmen des Forums 57 internationale Verträge unterzeichnet, darunter ein Abkommen zur handelspolitischen und wirtschaftlichen Zusammenarbeit. Themen auf dem Forum waren unter anderem die Entwicklung des Tourismus in der kaspischen Region, der Schutz des Ökosystems Kaspisches Meer, die Entwicklung der Potentiale der Region in den Bereichen Industrie und Transport, eine Zusammenarbeit auf dem Gebiet der digitalen Wirtschaft und die Umsetzung gemeinsamer Investitionsprogramme.

### 2022
Das II. Kaspische Wirtschaftsforum sollte ursprünglich 2020 im russischen Astrachan am Kaspischen Meer stattfinden. Aufgrund der COVID-19-Pandemie wurde die Termin jedoch erst auf 2021, dann auf 2022, der Austragungsort auf Moskau verschoben. Insgesamt hatte die am 5. und 6. Oktober 2022 stattfindende Konferenz über 1.000 Teilnehmer, die fünf kaspischen Staaten wurden durch den russischen Ministerpräsidenten Michail Mischustin, den aserbaidschanischen Premierminister Əli Əsədov, den kasachischen Premierminister Älichan Smajylow, den iranischen Vizepräsidenten Mohammad Mokhber und den stellvertretenden Premierminister Turkmenistans, Hojamyrat Geldimyradow. Beobachter entsandten Belarus, Usbekistan und Kirgisistan. Im Fokus standen dabei die Themen Verkehrsinfrastruktur (speziell der Internationale Nord-Süd-Transportkorridor), Energie, Umweltschutz sowie kultureller Austausch.

### Drittes Forum
Die dritte Austragung der Konferenz war ursprünglich für Mitte November 2023 im Iran geplant. Die Veranstaltung fand jedoch nicht statt und wurde auf unbestimmte Zeit verschoben. Anfang Dezember 2023 gab der iranische Außenminister Hossein Amir-Abdollahian bekannt, dass nach einem Termin zur baldigen Austragung des Forums gesucht werde.